# Wolfram Demonstrations Project
Wolfram Demonstrations Project — проект компании Wolfram Research. Перед ним поставлена цель донести вычислительные исследования до как можно более широкой публики. Он состоит из организованной открытой коллекции небольших интерактивных программ называемых демонстрациями (Demonstrations), которые визуально и интерактивно представляют идею широкого диапазона областей. На момент запуск она содержала 1300 демонстраций, на сентябрь 2015 их число превысило 10 000.

## Технология
Демонстрации запускаются в Mathematica 6 или выше и в Wolfram CDF Player, который представляет собой бесплатную модификацию Mathematica и доступен для Windows, Linux и Macintosh, кроме того, он может работать, как плагин браузера. Обычно они состоят из пользовательского интерфейса, непосредственно связанного с графикой или визуализацией, который динамически пересчитывается в ответ на такие действия пользователя, как передвижение слайдера, нажатие на кнопку или перетаскивание графического элемента. Каждая демонстрация также имеет краткое описание представляемой идеи.

## Темы
Сайт организован по таким темам, как естественные науки, математика, компьютерные науки, искусство, биология и финансы. Они охватывают самые различные уровни знаний, от элементарной школьной математики до более сложных тем, включающих квантовую механику и модели биологических организмов. Сайт предназначен как для преподавателей и студентов, так и для исследователей, которые хотят представить свои идеи широкой публике.

## Процесс
Сотрудники Wolfram Research организуют и редактируют демонстрации, которые могут быть созданы любым пользователем Mathematica 6, затем свободно публикуются и свободно загружаются. Демонстрации имеют открытый исходный код, таким образом, не только демонстрируя идеи сами по себе, но и показывая их реализацию.

## Альтернативы
Использование интернета для распространения небольших интерактивных программ напоминает Java-апплеты Sun Microsystems,
Adobe Flash и разработку открытого программного обеспечения. Тем не менее, создание демонстраций позволяет использовать алгоритмические и визуализационные возможности Mathematica, что делает их более подходящими для технических демонстраций.
Demonstrations Project также имеет сходство с сайтами, чьё содержимое создаётся пользователями, такими как Wikipedia и Flickr. Тем не менее он обеспечивает пользователей как авторскими средствами, так и экспертной проверкой содержимого. Его бизнес-модель близка к стратегии Adobe в отношении Acrobat и Flash, когда средства разработки являются платными, но программы для воспроизведения бесплатны.
Сайт выиграл награду Parents Choice award в 2008 году.